# Dohlenfelsen bei Konstein

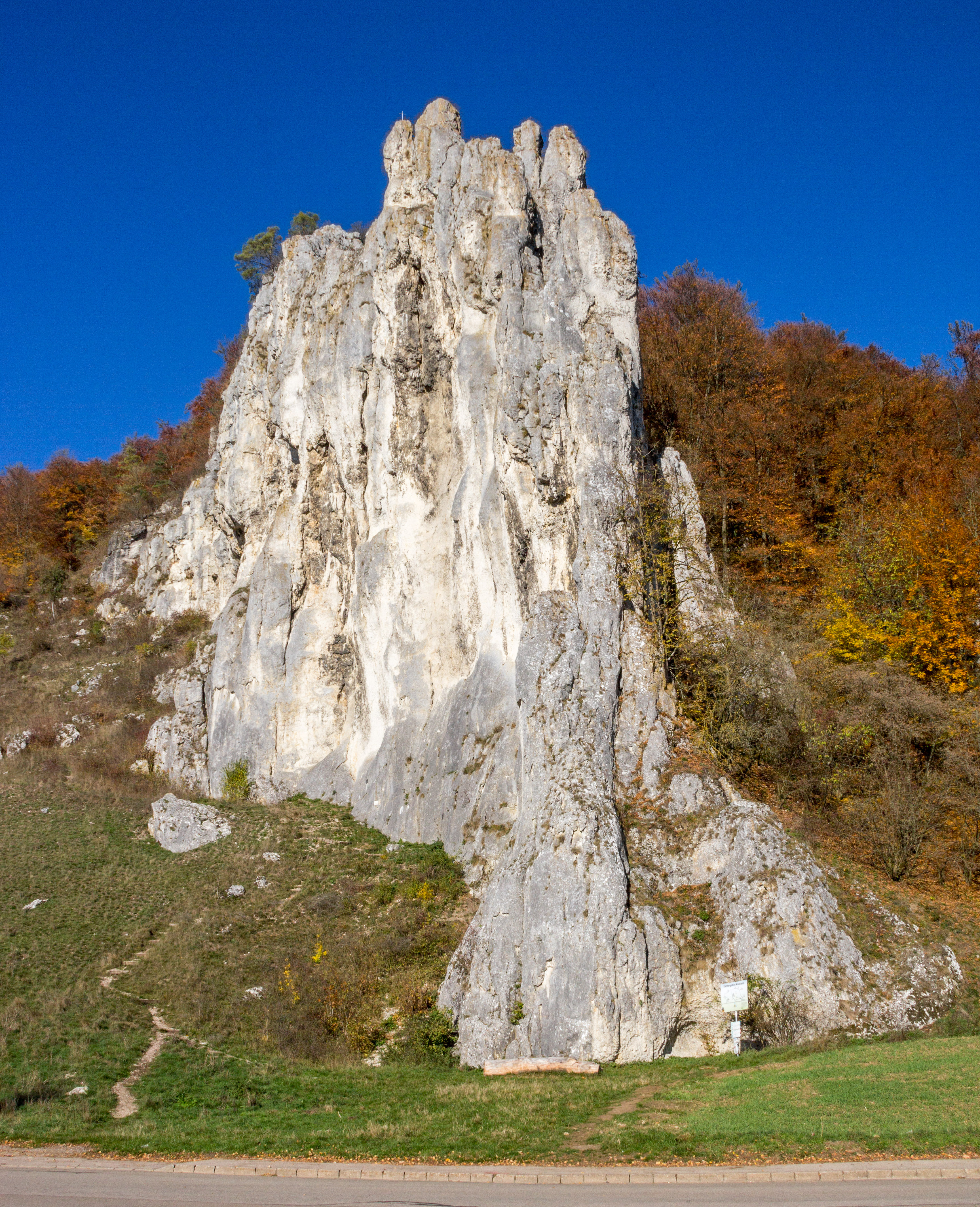
Dohlenfelsen bei Konstein

Der Dohlenfelsen bei Konstein ist ein Felsen bei Konstein einem Ortsteil des Marktes Wellheim im oberbayerischen Landkreis Eichstätt in Bayern.

## Lage
Der markante Felsen befindet sich 1,2 km nördlich von Weilheim am Rand des Wellheimer Trockentales. Er ist Bestandteil des Naturparks und Landschaftsschutzgebietes Altmühltal (LSG-00565.01, WDPA-396115) und der Natura2000 Gebiete Mittleres Altmühltal mit Wellheimer Trockental und Schambachtal (FFH-Gebiet 7132-371, WDPA-555521819) sowie Felsen und Hangwälder im Altmühltal und Wellheimer Trockental (EU-Vogelschutzgebiet 7132-471, WDPA-555537875).

## Beschreibung

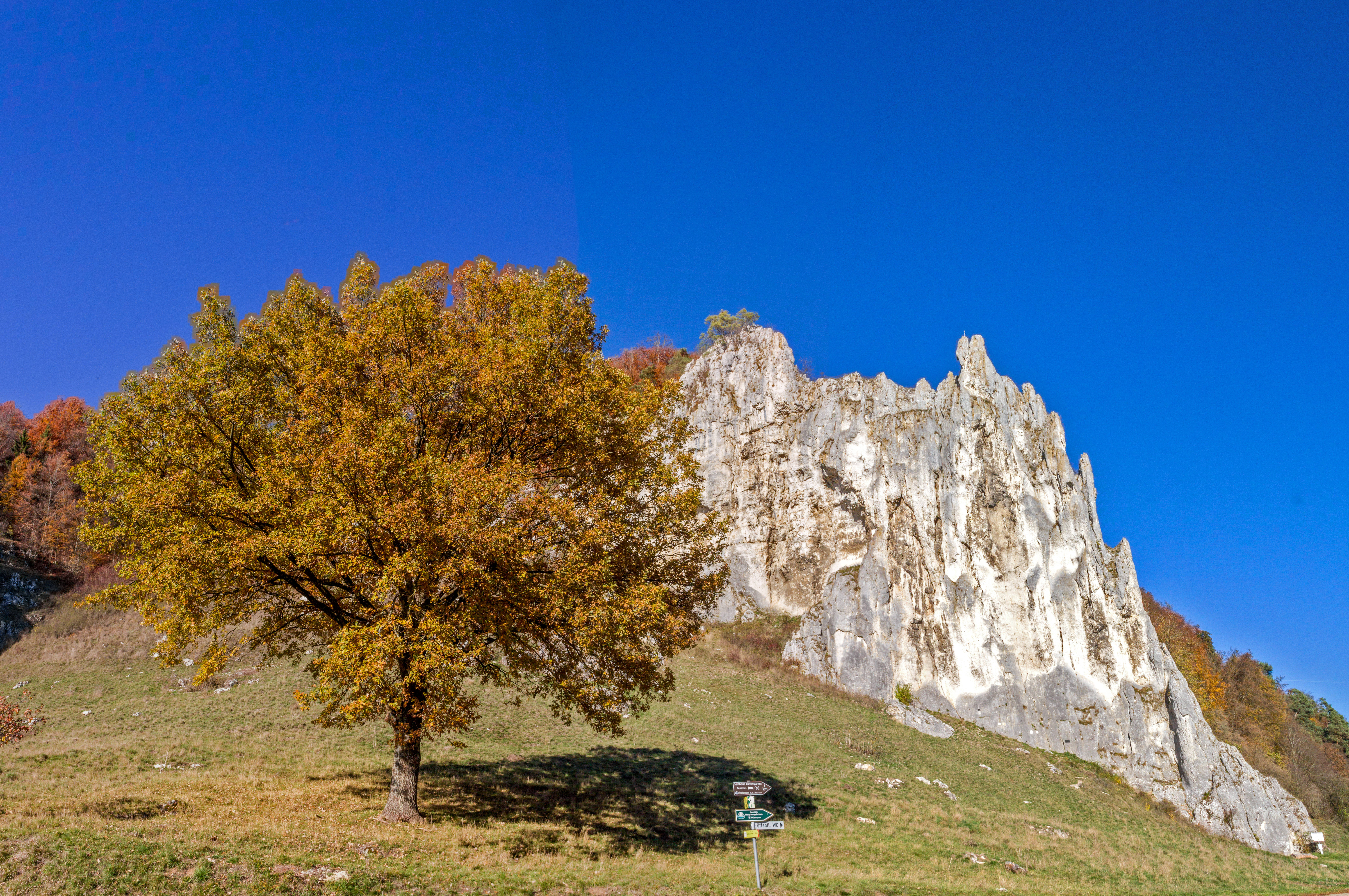
Dohlenfelsen, Ansicht von Südwesten

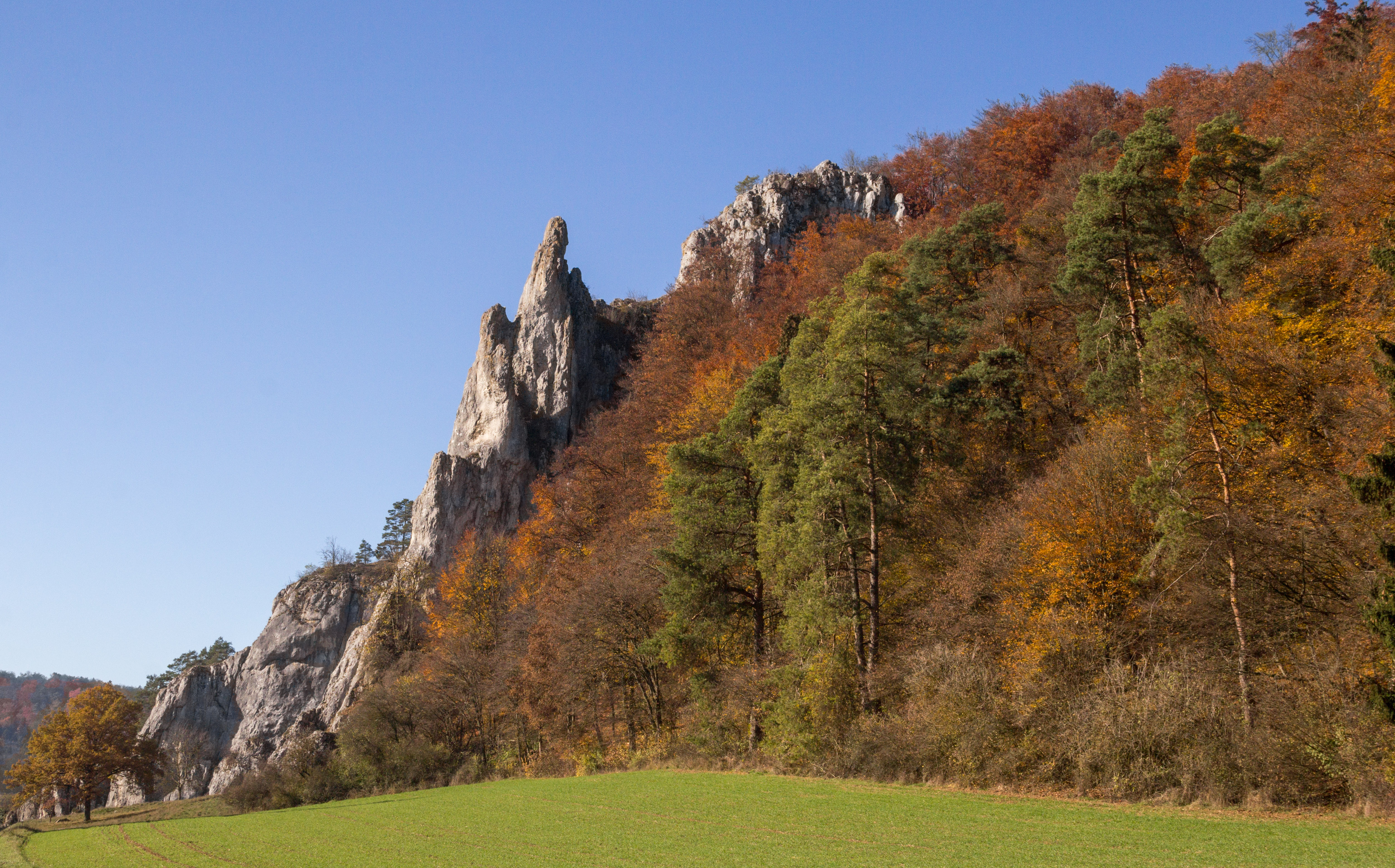
Dohlenfelsen, Ansicht von Osten

Der etwa 50 Meter hohe Dohlenfelsen ist als Kletterfelsen berühmt. Er liegt im Bereich des Klettergebietes Konstein.
Der Felsen wurde von beiden Seiten von der hiervor fließenden Urdonau freigestellt. Am Felsen des Malm-Epsilon sind Dolomitbänke zwischengeschaltet und es treten hier fossile Schwämme und Schalenbruchstücke auf. Der Felsen ist vom Bayerischen Landesamt für Umwelt als Geotop (176R005) ausgewiesen und als wertvoll eingestuft.
Die Form des Felsens erinnert an einen Schiffsbug, der ins Tal ragt. In lokaler Aussprache wird er auch Dachafelsen genannt. 
Diese führte einst zu einer Verwechslung mit dem Drachenfelsen und zu einer auch bei Emmi Böck verzeichneten Sage eines dort hausenden Drachen. 
Der Drache soll mit seinem Gluthauch die Spitzen verbrannt haben, so dass nichts mehr darauf wachsen könne. Mit etwas Phantasie kann man sich den versteinerten Drachen mit Zacken auf dem Rücken und herunterhängendem Kopf gut vorstellen.